# Medhat al-Adl
Medhat al-Adl – en arabe مدحت العدل (Medhat al-ʿAdl) –, né le 13 janvier 1955  au Caire en Égypte, est un scénariste, poète et docteur en médecine égyptien.

## Filmographie
Cinéma
Télévision
- 2015 : Quartier juif